# Wanda Boniszewska

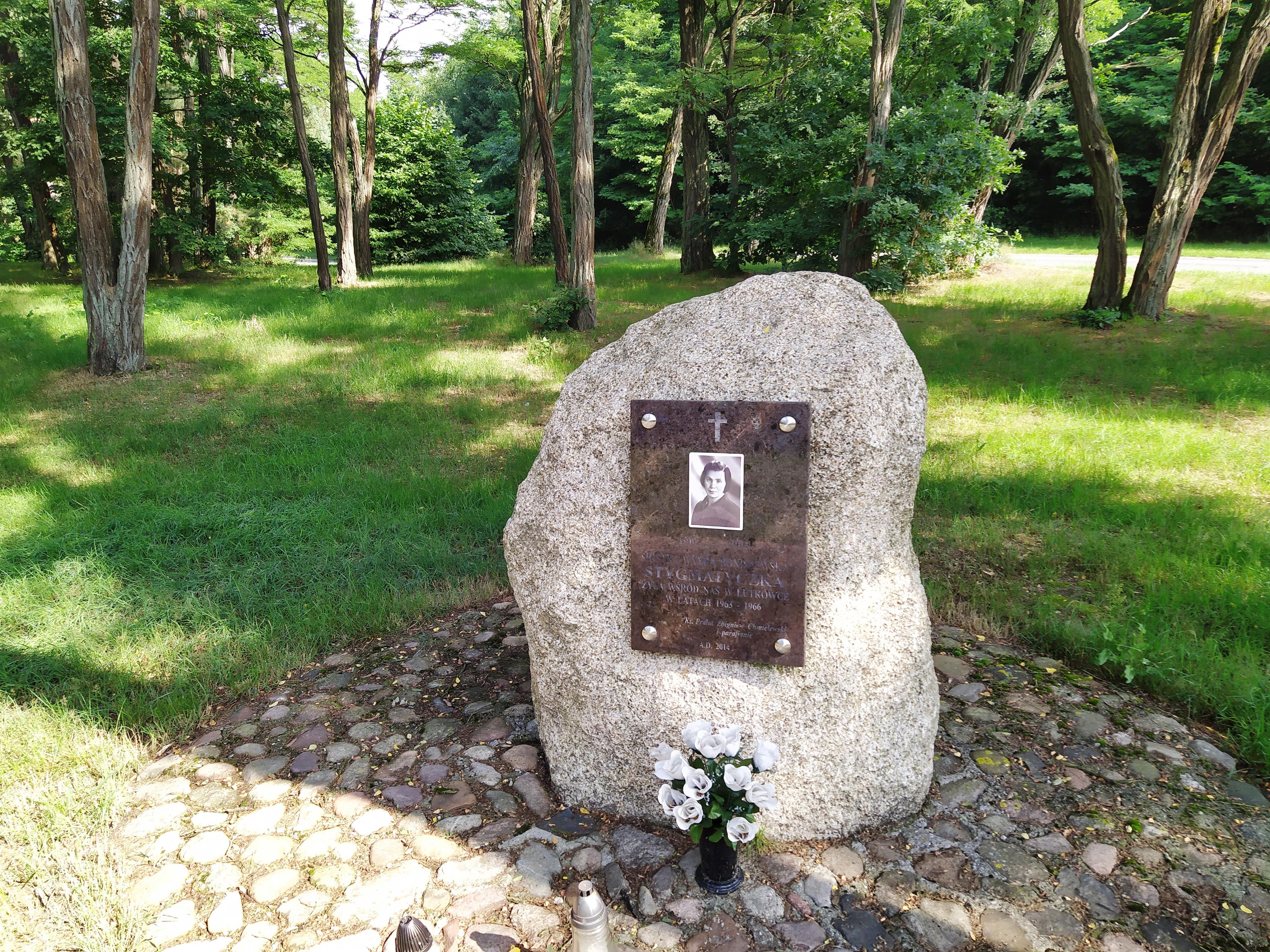
Obelisco em homenagem a Wanda Boniszewska em Lutkówka

Wanda Boniszewska (nascida em c. 20 de maio de 1907 em Nowa Kamionka perto de Nowogródek, morta em 2 de março de 2003 em Konstancin-Jeziorna) - foi uma freira polonesa, estigmática, mística cristã e serva de Deus da Igreja Católica .

## Vida

### Ministério na congregação
Em 6 de janeiro de 1925, ingressou na Congregação das Irmãs dos Anjos, sem hábito, em Vilnius . Emitiu os votos perpétuos no dia 2 de agosto de 1933 em Kalwaria . A partir da primavera de 1933 ela ficou na casa de uma freira em Pryciuny, perto de Vilnius . Os confessores do místico eram os padres Tadeusz Makarewicz e padre Czeslaw Barwicki .

### Experiências místicas
Em 1934, na Quinta-feira Santa, ela foi presenteada com estigmas . Ela tinha feridas que não cicatrizavam nas mãos, pés, cabeça, lado direito e tronco, além de feridas de chicotada . Essas feridas apareceram irregularmente. Apareciam principalmente nas tardes de quinta-feira, sexta-feira e principalmente durante a Quaresma e a Semana Santa . Segundo testemunhas, ela tinha o dom de profecia, inédia e cura . Ela sofreu ataques de forças sobrenaturais . O seu diretor espiritual foi o Arcebispo Romuald Jałbrzykowski .

### Perseguição
Em 1944, ela foi enviada para um abrigo para doentes terminais. Ela foi acusada, juntamente com o Padre Antoni Ząbek e outras irmãs, de pertencer a uma ordem secreta ilegal e de abrigar um agente do Vaticano. Ela foi presa em 11 de abril de 1950. Ela foi colocada em um prédio na rua Ofiarnej, em Vilnius. Durante a investigação, ela permaneceu com maior frequência no hospital penitenciário de Lukiszki. Em 19 de setembro de 1950, pelo veredito de um tribunal soviético, ela foi condenada a 10 anos de prisão . Ela cumpriu pena em Verkhna Uralsk. Em 26 de agosto de 1956, ela foi libertada e enviada para o ponto de repatriação em Bykov, perto de Moscou. Em 1958, após a repatriação, foi encaminhada para um hospital psiquiátrico . Na Polônia, ela morou nas seguintes casas de sua congregação: Chylice, Białystok, Lutkówka perto de Varsóvia, Częstochowa, Konstancin. Ela morreu em 2 de março de 2003 em Chylice, distrito de Konstancin-Jeziorna. Ela foi enterrada no cemitério paroquial de Skolimów.
A vida do místico é contada no programa de TV Sceny Faktu Stygmatyczka de 2008, dirigido por Wojciech Nowak .

## Processo de beatificação
Por iniciativa da Congregação das Irmãs dos Anjos, convencida da santidade da sua vida, foram feitos esforços para elevá-la aos altares  A Santa Sé, em 4 de agosto de 2020, deu consentimento ao chamado nihil obstat para iniciar o processo de sua beatificação . No dia 9 de novembro do mesmo ano, teve início o processo de sua beatificação na Arquidiocese de Varsóvia, na Casa do Arcebispo de Varsóvia . O postulador nomeado do processo a nível diocesano foi o Dr. Michał Siennicki SAC . O Metropolita de Varsóvia, Cardeal Kazimierz Nycz nomeou o tribunal de beatificação com a seguinte composição  :
- Dr. Jacek Wiliński – delegado do Arcebispo Metropolitano de Varsóvia
- Michał Turkowski – promotor da justiça
- Dr. Bartłomiej Pergoł – notário
- Aleksandra Więcek CSA – notária auxiliar